# 光鱗駝背脂鯉
光鱗駝背脂鯉（学名：Cyphocharax stilbolepis），為輻鰭魚綱脂鯉目脂鯉亞目無齒脂鯉科的其中一個種，分布於南美洲托坎廷斯河及鑫谷河流域，體長可達10.8公分，棲息在底中層水域，以生活習性不明。